# Hemileuca
Hemileuca — род чешуекрылых из семейства павлиноглазок и подсемейства Hemileucinae.

## Систематика
Виды по видовым группам:
- видовая группа: tricolor
  - Hemileuca hualapai (Neumoegen, 1883) — Аризона, Мексика
  - Hemileuca oliviae Cockerell, 1898 — Нью-Мексико, Колорадо, Оклахома, Техас
  - Hemileuca tricolor (Packard, 1872) — юг Аризоны, юго-запад Нью-Мексико, Мексика
- видовая группа: maia
  - Hemileuca artemis Packard, 1893
  - Hemileuca lucina H. Edwards, 1887 — Новая Англия, Нью-Гэмпшир, Мэн
  - Hemileuca maia (Drury, 1773) — запад США
  - Hemileuca nevadensis Stretch, 1872 — Калифорния, Орегон, Аризона, Нью-Мексико, Невада, Юта, Колорадо, Небраска, Северная Дакота, Южная Дакота, Манитоба, Саскачеван
  - Hemileuca peigleri Lemaire, 1979 — Техас
  - Hemileuca slosseri Peigler & Stone, 1989 — запад Техаса
- видовая группа: electra
  - Hemileuca electra Wright, 1884 — Калифорния, Аризона, Невада, Юта
  - Hemileuca juno Packard, 1872 — Мексика, Нью-Мексико, Аризона
- видовая группа: grotei
  - Hemileuca diana Packard, 1874 — от Колорадо до Аризоны
  - Hemileuca grotei Grote & Robinson, 1868 — Техас, Нью-Мексико
  - Hemileuca stonei Lemaire, 1993 — юг Аризоны, север Мексики
- видовая группа: burnsi
  - Hemileuca burnsi Watson, 1910 — Калифорния, Аризона, Невада
  - Hemileuca neumoegeni (Edwards, 1881) — Аризона, Невада, Юта
- видовая группа: chinatiensis
  - Hemileuca chinatiensis (Tinkham, 1943) — запад Техаса, юго-запад Нью-Мексико
  - Hemileuca griffini Tuskes, 1978 — север Аризоны, юг Юты
- видовая группа: eglanterina
  - Hemileuca eglanterina (Boisduval, 1852) — Калифорния, Орегон, Вашингтон, Британская Колумбия, Альберта, Айдахо, Монтана, Юта, Вайоминг
  - Hemileuca hera (Harris, 1841) — Большой Бассейн, юг Орегона
  - Hemileuca magnifica (Rotger, 1948) — север Колорадо, север Нью-Мексико
  - Hemileuca nuttalli (Strecker, 1875) — Британская Колумбия, восток Вашингтона, восток Орегона, северо-запад Калифорнии, Айдахо, Невада, север Аризоны, Юта, Монтана, Вайоминг, Колорадо, северо-запад Нью-Мексико

Остальные виды:
- Hemileuca dyari (Draudt, 1930) — Мексика
- Hemileuca lares (Druce, 1897) — Мексика
- Hemileuca lex (Druce, 1897) — Мексика
- Hemileuca mania (Druce, 1897) — Мексика
- Hemileuca marillia Dyar, 1911 — Мексика
- Hemileuca mexicana (Druce, 1887) — Мексика
- Hemileuca numa (Druce, 1897) — Мексика
- Hemileuca peninsularis Lemaire, 1993 — Мексика
- Hemileuca rubridorsa Felder, 1874 — Мексика
- Hemileuca sororia (Edwards, 1881) — Мексика